# Nogometni klub Ljubljana
Il Nogometni klub Ljubljana, meglio noto come NK Lubiana o semplicemente Lubiana, è stata una società calcistica slovena con sede nella città di Lubiana.

## Storia

### Dalla fondazione all'indipendenza
Il club venne fondato, fra gli altri, da Evgen Betetto nel 1909 come NK Hermes, tanto da essere uno dei più longevi club calcistici sloveni. La prima gara disputata fu contro l'Ilirija (vittoria per 18-0), club col quale si fuse nel 1914. Dopo la Seconda guerra mondiale il club assunse il nome di NK Železničar Ljubljana, in quanto il club giocava all'interno della struttura della Železničarsko Športno Društvo (Società sportiva ferroviaria) allo stadio ŽŠD di Lubiana.
Lo Železničar vinse il primo titolo sloveno nel 1949 e giocò nella seconda divisione jugoslava nel 1952-53. Terminò nono e venne retrocesso per la risistemazione dei campionati. Il club riprese il nome di NK Ljubljana e tornò a giocare nella seconda divisione jugoslava tra il 1955 e il 1958, finendo quinta, ottava e decima. 
A causa di una nuova ristrutturazione dei campionati il Ljubljana fu relegato di nuovo nella lega slovena. 
Vinto il titolo sloveno per tre volte nel 1963, 1967 e 1968, tornò nella seconda divisione jugoslava in cui giocò fino al 1972. In quell'anno giunse 17º e retrocesse. Nel 1989 vinse per la terza volta il titolo sloveno.

### Dall'indipendenza all'esclusione
Dopo l'indipendenza della Slovenia il Lubiana ha giocato i primi quattro campionati sloveni di Prva Liga. Da questa data al suo nome ha spesso aggiunto quello di uno sponsor: nel 1991/92 Eurospekter, finendo quinto; dalla stagione successiva divenne AM Cosmos Ljubljana.
Il 1992/93 fu la migliore stagione con la squadra capace di lottare per il titolo, per poi giungere quarta dopo un mediocre finale di stagione. Nel 1993/94 giunse undicesimo, e venne rinominato nuovamente  Železničar Ljubljana, con grandi ambizioni per la stagione 1994/95.
La partenza fu buona ma con la primavera la squadra perse competitività, perdendo anche le tre ultime gare di campionato, giungendo al termine della stagione al decimo posto. A causa della riduzione della prima lega a sole 10 squadre dovette giocare dei match di spareggio nei quali venne eliminata nel secondo turno dall'Izola dopo un 1-1 e un 0-0, a causa della regola dei gol in trasferta.
Lo Železničar vinse il campionato di seconda lega nel 1996, ma non ottenne la licenza per giocare nella prima divisione così dovette rinunciare alla promozione. L'anno seguente abbandonò la stagione a metà per problemi finanziari. Si fuse così col club di terza divisione Komenda e venne rinominato Viator&Vektor Ljubljana. Al primo tentativo nel 2000 vinse il girone Centro della 3. SNL superando di un punto il Bela krajina. Nelle due stagioni successive il Ljubljana giocò nella 2. SNL, finendo al settimo posto nel 2000 e secondo nel 2001 dietro al Dravograd, riconquistando così la PrvaLiga dopo sette anni d'assenza. Vi giocò per tre stagioni giungendo decima, settima e nona. Al termine della stagione 2004/2005 venne esclusa dal campionato per problemi finanziari, così come accadde per altre due grandi del calcio sloveno: l'Olimpija e il Mura.

## Palmarès

### Competizioni nazionali
- Slovenska republiška nogometna liga: 5

1948-1949, 1962-1963, 1966-1967, 1967-1968, 1988-1989

### Altri piazzamenti
- Druga slovenska nogometna liga:

Secondo posto: 2001-2002